# Len Shackleton
Len Shackleton (Bradford, 3 de mayo de 1922 - Grange-over-Sands, 27 de noviembre de 2000) fue un futbolista británico que jugaba en la demarcación de delantero.

## Biografía
Empezó su carrera futbolística con el Bradford Schools y el Kippax United, hasta que en 1938 fichó por la cantera del Arsenal FC. Permaneció en el club gunner una temporada, ya que en 1939 fue traspasado al Bradford Park Avenue AFC, aunque no firmó el contrato con el club hasta agosto de 1940. Durante los seis años que jugó en el club, marcó 171 goles, lo cual hizo que el Newcastle United FC se fijase en él y le fichara por 13 000 libras. En su partido debut con el club, marcó seis goles contra el Newport County FC en un partido que acabó por 13-0. Sin embargo, su individualidad no gustó al club, por lo que en febrero de 1948, el Sunderland AFC se hizo con sus servicios por 20 500 libras. Jugó en el club durante nueve temporadas, llegando a jugar 348 partidos de liga y marcar 101 goles. Finalmente, en septiembre de 1957 se retiró como futbolista tras sufrir una grave lesión en el tobillo, así que empezó a dedicarse al periodismo deportivo. También fue jugador de cricket para el Lidget Green de la liga Bradford, y para el Northumberland en la Minor Counties League.
Falleció el 27 de noviembre de 2000 en Grange-over-Sands, Cumbria.

## Selección nacional
Jugó un total de cinco partidos con la selección de fútbol de Inglaterra. Hizo su debut en un partido amistoso el 26 de septiembre de 1948 contra Dinamarca. Además disputó un partido de clasificación para la Copa Mundial de Fútbol de 1950 contra Gales. El  1 de diciembre de 1954 jugó su último partido, contra Alemania Occidental.

## Clubes
| Club                     | País       | Año         | Partidos | Goles |
| ------------------------ | ---------- | ----------- | -------- | ----- |
| Bradford Park Avenue AFC | Inglaterra | 1939 - 1946 | 217      | 171   |
| Newcastle United FC      | Inglaterra | 1946 - 1948 | 57       | 25    |
| Sunderland AFC           | Inglaterra | 1948 - 1957 | 348      | 101   |